# Єловка (Тункинський район)
Єловка (рос. Еловка) — село Тункинського району, Бурятії Росії. Входить до складу Сільського поселення Тунка.
Населення — 260 осіб (2015 рік).